# USCGC Morris (WSC-147)
L'USCGC Morris (WSC-147), était un patrouilleur de Classe Active  de l'United States Coast Guard qui a servi de 1927 à 1971. Il a été nommé en l'honneur de Robert Morris (1734-1806) nommé en 1789 comme Sénateur des États-Unis de Pennsylvanie. En mai 1966, il a été rebaptisé WMEC-147 .

## Conception et développement
Cette classe de patrouilleur a été conçue pendant la Prohibition pour pourchasser les contrebandiers d'alcool. Les navires ont acquis une réputation de durabilité qui n'a été renforcée que par leur remotorisation à la fin des années 1930 ; leurs moteurs diesel à 6 cylindres d'origine ont été remplacés par des 8 cylindres beaucoup plus puissants qui donnaient aux navires 3 nœuds supplémentaires. Tous ont servi pendant la Seconde Guerre mondiale, mais deux, le Jackson et le Bedloe, ont été perdus dans une tempête en 1944. Dix ont été réaménagés en tant que baliseur pendant la guerre.
Initialement désignés WPC, pour patrouilleur, ils ont été rebaptisés WSC, pour chasseur de sous-marin, en février 1942, pendant la Seconde Guerre mondiale. Le W ajouté à la désignation SC (Sub Chaser) identifiait les navires comme appartenant à la Garde côtière américaine. Ceux qui sont restés en service en mai 1966 ont été redésignés comme cotre d'endurance moyenne, WMEC.

## Construction et carrière
Le Morris a été construit et lancé par Brown, Boveri & Cie à Camden dans le New Jersey le 4 avril 1927. Il a été mis en service le 19 avril 1927.
- US Cosat Guard : 1927-1941
- US Navy: 1941-1946
- US Coast Guard : 1946-1971
- Sea Scouts :  1971-2015

## Préservation
L'USCGC Morris a été le dernier de classe Active à être déclassé. Il est conservé au Liberty Maritime Museum de Sacramento, en Californie depuis 2015.
En 2019, le navire a été mis en vente sur Craigslist. Il a été annoncé en mai 2021 que le Marine Aviation Museum du Texas avait acquis le navire et que des préparatifs étaient en cours pour l'emmener au Texas par ses propres moyens. Il a transité par le canal de Panama en août 2021 pour se rendre à Galveston, au Texas.